# European Parliamentary Elections Act 1999
Lire en ligne

Texte de la loi tel qu'il a été adopté à l'origine

European Parliamentary Elections Act 1993 European Parliamentary Elections Act 2002
Le European Parliamentary Elections Act 1999 (c.1) est une loi du Parlement du Royaume-Uni. La loi a modifié les procédures relatives aux élections européennes au Royaume-Uni, notamment pour instaurer la représentation proportionnelle de listes fermées au sein de grandes régions électorales. Elle reçut la sanction royale le 14 janvier 1999. 
La Chambre des Lords, foncièrement opposée au changement du système électoral proposé, rejeta le projet à six reprises, si bien que le gouvernement Blair dut invoquer les lois de 1911 et 1949 sur le Parlement (Parliament Acts) pour la faire passer avant les élections européennes de 1999 au Royaume-Uni. 
Cette invocation est extraordinaire : cette loi sur les élections parlementaires européennes n'était que la cinquième à être promulguée en vertu des dispositions de 1911, et seulement la deuxième depuis la loi sur le Parlement de 1949.
La loi avait principalement pour objectif d'instaurer le régime proportionnel pour l'élection des membres du parlement européen, jusqu'alors appliqué dans toute l'Union sauf en Grande-Bretagne. En effet, lors des cinq élections européennes de 1979 à 1994, les parlementaires en Angleterre, en Écosse et au pays de Galles étaient élus au scrutin uninominal, c'est-à-dire la méthode traditionnelle déjà utilisée pour la Chambre des communes. Seule l'Irlande du Nord, utilisait une forme de scrutin proportionnel, le scrutin à vote unique transférable, scrutin dont les listes sont composées par l'électeur. 
À la place du scrutin uninominal en Grande-Bretagne, le gouvernement Blair imposa le scrutin de liste avec des listes bloquées (closed list) c'est-à-dire sans pouvoir de panachage ou de préférence personnelle. Le Royaume-Uni fut ainsi divisé en douze régions électorales, neuf en Angleterre (correspondant aux régions d'Angleterre) et une en Écosse, une au pays de Galles et une en Irlande du Nord. Dans les 11 régions de Grande-Bretagne, les sièges sont distribués selon la méthode d'Hondt : un siège par quotient et les sièges restants à la plus forte moyenne des restes. En Irlande le scrutin transférable fut maintenu pour élire les 3 députés européens. Le nombre de députés européens élus au Royaume-Uni, fixé au niveau européen, n'était pas affecté.
Conformément aux prévisions, et conformément à la loi de Duverger, l'établissement du scrutin proportionnel a entraîné une augmentation significative du nombre d'élus venant de partis mineurs, et ce dès les élections européennes de 1999 : davantage de libéraux démocrates furent élus, ainsi que les premiers élus européens du Plaid Cymru, les premiers élus nationaux du Green Party et de l'UK Independence Party (UKIP).